# Robert Franklin Stroud
Robert Franklin Stroud (28 de enero de 1890 – 21 de noviembre de 1963) fue un preso de la prisión de Alcatraz que encontró consuelo de su aislamiento criando y vendiendo pájaros. Robert es más conocido como «el pajarero de Alcatraz» por su afición a la canaricultura y sus investigaciones realizadas mientras estaba en prisión, experiencia reflejada en un libro y una película. A pesar de que su apodo se refiere a Alcatraz, en realidad Stroud tuvo sus aves en la penitenciaría de Leavenworth, Estados Unidos, período anterior a ser transferido a Alcatraz, de donde le viene la fama.

## Primeros años
Stroud nació en Seattle, Washington, sus padres eran Elizabeth y Ben Stroud, de procedencia alemana o austrohúngara. Fue el primer hijo de la pareja, aunque su madre tenía dos hijas anteriores de otro matrimonio. En 1903, Stroud se marchó de casa a los trece años de edad. Cinco años más tarde, en 1908, estando en la frontera de Cordova, Alaska se encontró con Kitty O'Brien, mujer de treinta y seis años con la que empezó una relación. Kitty se ganaba la vida como corista y prostituta. En noviembre de ese año se marcharon a Juneau.

## Arresto y encarcelamiento
Según Stroud, el 18 de enero de 1909, cuando iba a trabajar, un conocido llamado F. K. "Charlie" Von Dahmer agredió a Kitty. Esa noche, Stroud se enfrentó a Von Dahmer y por ello se produjo una pelea, acabando con la vida de Von Dahmer. No obstante, según los informes policiales de la época, Kitty continuó ejerciendo la prostitución tras llegar a Juneau, con Stroud como su proxeneta. Los informes establecieron que Stroud golpeó a Von Dahmer de forma inconsciente y luego le disparó sin apuntar. 
En cualquier caso, Stroud fue arrestado por ello, llevando la cartera de Von Dahmer en su posesión en el momento del arresto. A pesar de que su madre Elizabeth le consiguió un abogado, el 23 de agosto de 1909, fue juzgado y acusado por homicidio, y sentenciado a doce años de cárcel en la prisión de McNeil Island de Puget Sound. El crimen de Stroud fue tratado como un caso federal, ya que Alaska no tenía aún su propia jurisdicción por entonces.

## Vida en prisión

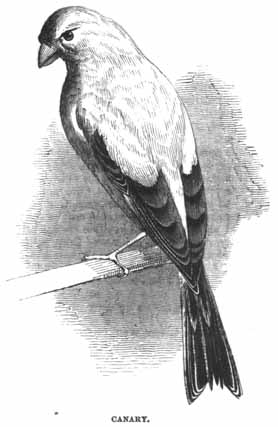
Boceto de un canario en carboncillo.

Mientras estuvo en la isla McNeil, Stroud asaltó el dispensario de un hospital que había informado a la administración de que había intentado obtener morfina a través de amenazas y con intimidación y al parecer también apuñaló a un compañero recluso que estaba involucrado en el intento de contrabando de estupefacientes.
El 5 de septiembre de 1912, Stroud, fue condenado a un período adicional de seis meses por los ataques y trasladado de la Isla McNeil a la penitenciaría federal, en Leavenworth, Kansas. Mientras estuvo allí, se dio el caso de que Stroud fuera reprendido por un guardia en la cafetería por una violación menor de la normativa. A pesar de que la infracción no era grave, podría haber anulado la visita a Stroud de su hermano menor, a quien no había visto en ocho años. Como consecuencia, Stroud apuñaló y mató a este guardia, Andrew Turner, el 26 de marzo de 1916.
Por ello, fue sentenciado a ser ejecutado por ahorcamiento el 27 de mayo y condenado a aguardar la ejecución en una celda de aislamiento. El juicio fue posteriormente anulado y en otro juicio posterior se le condenó a una pena de cadena perpetua, el cual también fue anulado, después de alcanzar las Cortes Supremas Estadounidenses, que pidieron un nuevo juicio más, el cual se fijó para mayo de 1918. El 28 de junio, de nuevo es condenado a la horca. Aunque la Corte Suprema intervino, sólo fue para defender la pena de muerte, que estaba previsto que se llevara a cabo el 23 de abril de 1920.
En este punto, la madre de Stroud hizo un llamamiento al Presidente Woodrow Wilson y su esposa, Edith Bolling Wilson, que detuvo la ejecución. La sentencia de Stroud fue de nuevo conmutada a cadena perpetua. El director de Leavenworth, TW Morgan, no quedó satisfecho con la decisión y ordenó que Stroud estuviera confinado a pasar el resto de su condena en una celda de aislamiento.
En 1963 un joven abogado, que hizo campaña por John F. Kennedy en California, tomó la causa de Stroud para liberarlo. Este abogado fue Richard M. English de California. Se reunió con el expresidente Truman para conseguir su apoyo, pero el presidente Truman no estuvo de acuerdo. También se reunió con altos funcionarios de la administración Kennedy que estaban estudiando el caso.
English también tomó la última foto de Stroud en la que aparece con una visera verde. El director de la prisión trató de incriminar a English acusándole de introducir algo ajeno en la prisión, pero las autoridades evitaron tomar medida alguna por ello.
Tras la muerte de Stroud sus bienes personales se entregaron a English en calidad de su último abogado representante. English entregó después algunas de las posesiones a la Sociedad Audobon.

## La leyenda del hombre de las aves

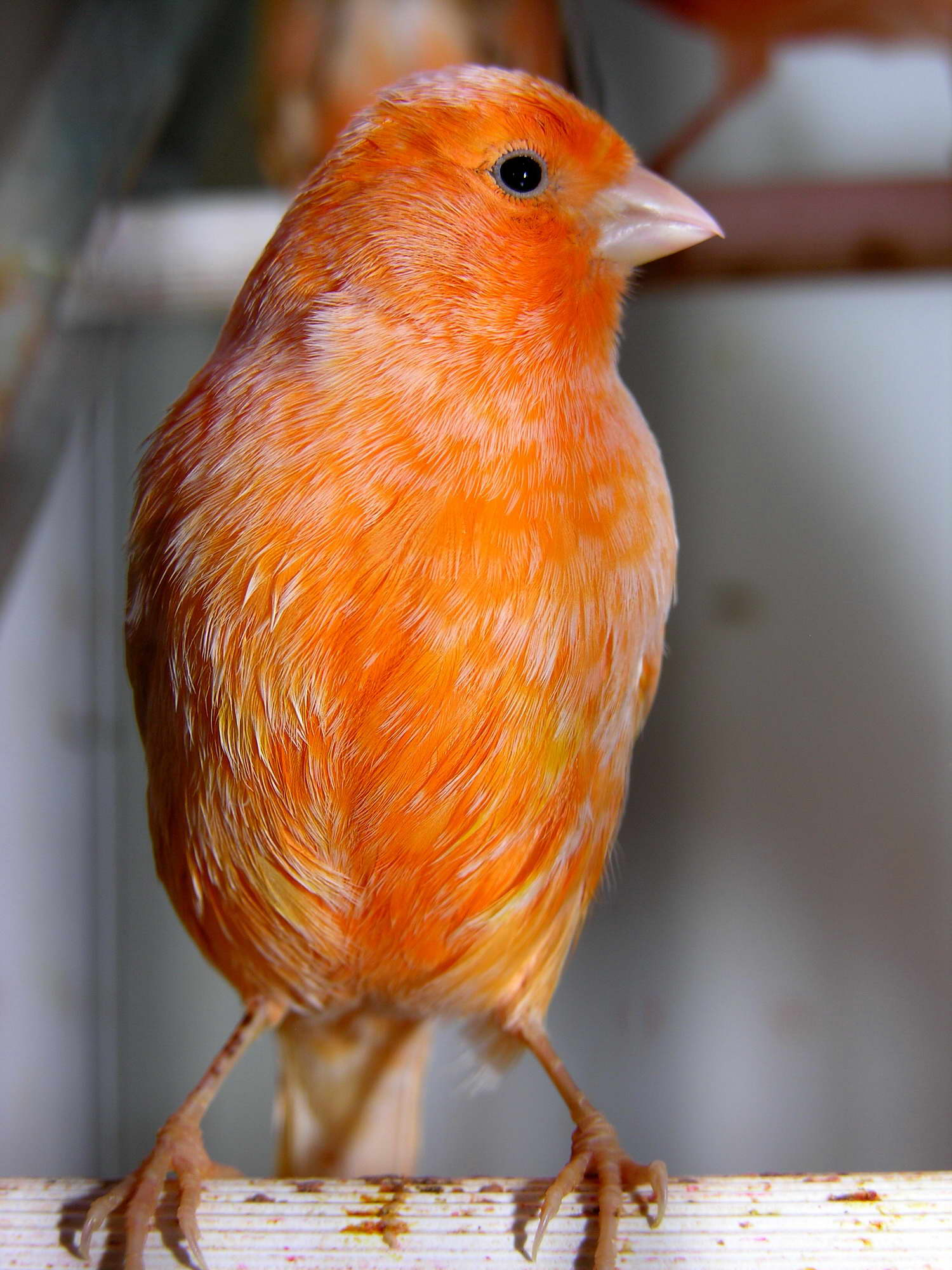
Canario.

Mientras estaba en Hays, Stroud encontró tres gorriones heridos en el patio de la prisión y los recogió. Entonces empezó a ocupar su tiempo recuperando y cuidando pájaros, pasando rápido de los gorriones a los canarios, los que podía usar para vender y así ayudar a su madre. Poco después, la administración de Leavenworth cambió y pasó a ser dirigida por un nuevo director. Impresionado con la idea de mostrar Leavenworth como una cárcel donde era posible la rehabilitación de los presos, el nuevo director dotó la celda de Stroud con jaulas, elementos químicos y todo aquello necesario para facilitar las actividades ornitológicas de Stroud. Los visitantes observaban el aviario de Stroud y muchos de ellos le compraban sus canarios. A lo largo de los años, crio cerca de trescientos de estos pajarillos en sus celdas y escribió dos libros acerca de ellos: Diseases of Canaries y Stroud's Digest on the Diseases of Birds.  Hizo importantes contribuciones al estudio de las enfermedades de las aves, principalmente una cura para las enfermedades que producían hemorragias en las mismas. Por ello se ganó el respeto y también un cierto nivel de simpatía con los amantes de los pájaros.
Al poco tiempo, las actividades de Stroud se convirtieron en un problema para la administración penitenciaria. De acuerdo con las normas, cada carta enviada o recibida en la cárcel tenía que ser leída, copiada y aprobada. Stroud estaba tan metido en su negocio que necesitaba una secretaria a tiempo completo. Además, la mayor parte del tiempo tenía los pájaros sueltos dentro de su celda. Con el elevado número de animales que tenía, su celda estaba sucia y Stroud empezó a olvidar su propia higiene. En 1931, un intento de hacer que Stroud suspendiera su actividad económica y de que se deshiciera de sus pájaros hizo que él y su futura esposa, Della Mae Jones, publicaran su historia en los periódicos y revistas e hicieron una recolecta de 50.000 firmas que se enviaron al presidente. El clamor público resultante permitió a Stroud mantener sus animales y además añadirle una segunda celda, aunque también como consecuencia sus privilegios de envío y recepción de correspondencia se vieron muy mermados.
En 1933, sin embargo, Stroud hizo un llamamiento para dar a conocer el hecho de que él no había recibido ningún royalty de la publicación de su libro Diseases of Canaries. Como consecuencia, el editor se quejó ante el director y, como resultado, se inició un proceso para trasladarlo a Alcatraz, donde no se le permitió seguir con sus pájaros. Sin embargo, Robert encontró un resquicio de la ley, por el cual podía permanecer en Kansas si estuviera casado allí. Por lo tanto, Della Jones se casó con él en 1933, y eso no sólo enfureció a los funcionarios de prisiones, que no permitieron el contacto con su esposa, sino también a su madre, que se negó a hablar con él y falleció cuatro años después en 1937. Sin embargo, Stroud fue capaz de mantener sus aves y sus negocios de venta de canarios hasta que se descubrió algunos años después, que algunos de los equipos que había solicitado para su laboratorio eran en realidad para destilar alcohol de forma casera.

## Alcatraz

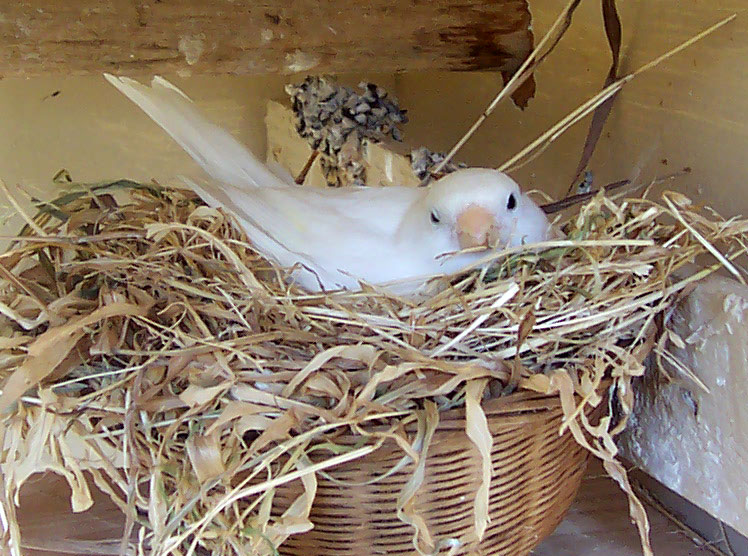
Canario hembra anidando.

Stroud fue trasladado a Alcatraz el 19 de diciembre, en 1942. Mientras tanto, escribió dos manuscritos: Bobbie, una autobiografía, y Mirando afuera, una historia del sistema de prisiones de los Estados Unidos desde tiempos coloniales hasta la formación del gabinete de prisiones. El juez determinó que Stroud tenía el derecho de escribir y tener esos manuscritos, pero mantuvo la decisión del director de censurar la publicación.
Stroud pasó seis años en aislamiento y otros once años confinado en el ala hospitalaria. Se le permitió el acceso a la biblioteca de la cárcel y comenzó a estudiar derecho. Con sus nuevos conocimientos, Stroud inició una petición al gobierno argumentando que su larga pena de prisión incluía penas crueles e inusuales. En 1959, debido a su delicada salud, Stroud fue trasladado al Centro Médico Federal para los reclusos, en Springfield, Misuri. Sin embargo, sus intentos de ser puesto en libertad con el argumento de que su sentencia era muy larga y con castigos crueles y ejemplares fueron infructuosos. El 21 de noviembre de 1963, Robert Franklin Stroud moría en el Centro de Springfield a la edad de 73 años, después de 54 años de encarcelamiento, de los cuales 42 se produjeron en situación de aislamiento. Estudió francés en los últimos años de su vida. 
Robert Stroud está enterrado en Metropolis, Illinois (Massac County).

## Vida personal
Inicialmente, Stroud tenía una estrecha relación con su madre. Ella le ayudó con los procedimientos legales en muchas ocasiones, incluso con la gestión para obtener la simpatía del presidente sobre su hijo para revocar la pena de muerte. Robert se mantenía ocupado con su empresa de aves y tenía a su favor a muchos amantes de las aves, y comenzó una correspondencia regular por carta con una mujer llamada Della Mae Jones, que era una investigadora de pájaros, dando lugar a su traslado a Kansas en 1931 e iniciando un negocio con Stroud, la venta de sus medicamentos. La madre de Stroud nunca dio su beneplácito a la relación y por ello dejó de hablar a su hijo, alejándose de la zona de Leavenworth. Ella también argumentó en su contra durante la solicitud de libertad condicional, lo que se convirtió en uno de los principales obstáculos en sus intentos de obtener la libertad.

## El libro y la película
La vida de Stroud se convirtió en el argumento de un libro, escrito en 1955 por Thomas E. Gaddis, titulado Birdman of Alcatraz (El hombre de Alcatraz), el cual fue llevado al cine en 1962 (Birdman of Alcatraz) por John Frankenheimer. La película está protagonizada por Burt Lancaster como Robert F. Stroud, y también intervinieron otros actores tales como Karl Malden como director de la prisión y Thelma Ritter interpretando a su madre. A Stroud nunca le autorizaron a ver la película. En su estreno, durante la proyección de la cinta se distribuyeron octavillas pidiendo, sin éxito, su puesta en libertad o la libertad condicional.

## Verdad y ficción
De acuerdo con los que conocieron a Stroud en la cárcel, la suave caracterización de su forma de ser, tal como se presenta en el libro de Gaddis y la posterior película fue en gran medida ficción. En Full Circle with Michael Palin, uno de sus compañeros de prisión dijo: Era un bala perdida. Era un chico que prosperaba en el caos, disturbios, conmoción. Le gustaba que otras personas participaran en este tipo de cosas, pero nunca fue un participante. Cuando se le preguntó a Palin qué pensaba de la película, él contestó, Fantasía. Algunos han cuestionado la afirmación de que el traslado de Stroud a Alcatraz se debió en parte al uso de su equipo para hacer las bebidas alcohólicas (que se muestra en la película aunque no se muestra como el motivo de su traslado). También hubo denuncias de sadismo y pedofilia que fueron planteadas debido a los cuentos supuestamente escritos por Stroud y presentado a las revistas para su posible publicación, incluidos los realizados por Jim Fisher de The Kansas City Star que se reunió y se entrevistó con Stroud al principio de su carrera y leyó sus historias prohibidas.